# 吉迪馬卡省
吉迪馬卡省（阿拉伯语：‎）是毛里塔尼亞最南部的一個省份，西隔塞內加爾河與塞內加爾相望，東鄰馬里。面積10,300平方公里，2000年估計人口177,707人。首府塞利巴比。
下分2區。